# Ridder (Kazachstan)
Ridder of Rıdder (Kazachs en Russisch: Риддер Қ.Ә./Риддер Г.А.) is een - met district gelijkgestelde - stad in de Kazachse oblast Şığıs Qazaqstan (provincie Oost-Kazachstan), in het noordoosten van Kazachstan, dicht bij de Russische en Mongoolse grens. De stad wordt omgeven door uitlopers van de Altaj. De stad heeft circa 60.000 inwoners (waarvan 85% Russen en slechts 10% Kazachen) en is administratief bekend als het oostelijke eindpunt van de langste Europese route, de E40, die in het westen begint in Calais in Noord-Frankrijk (regio Hauts-de-France).
Ridder werd gesticht in 1786 en kreeg stadsrechten in 1934. Tussen 1941 en 2002 werd de stad Leninogorsk genoemd. De naam is afkomstig van Philip Ridder, die ertsen in de buurt vond. Ridder is bijgevolg het centrum van mijnbouw en de producten van non-ferro metalen. Andere takken van de industrie zijn hout en textiel, voedselproductie en machinebouw.

## Geboren
- Aleksej Poltoranin (29 april 1987), langlaufer